# Caragana

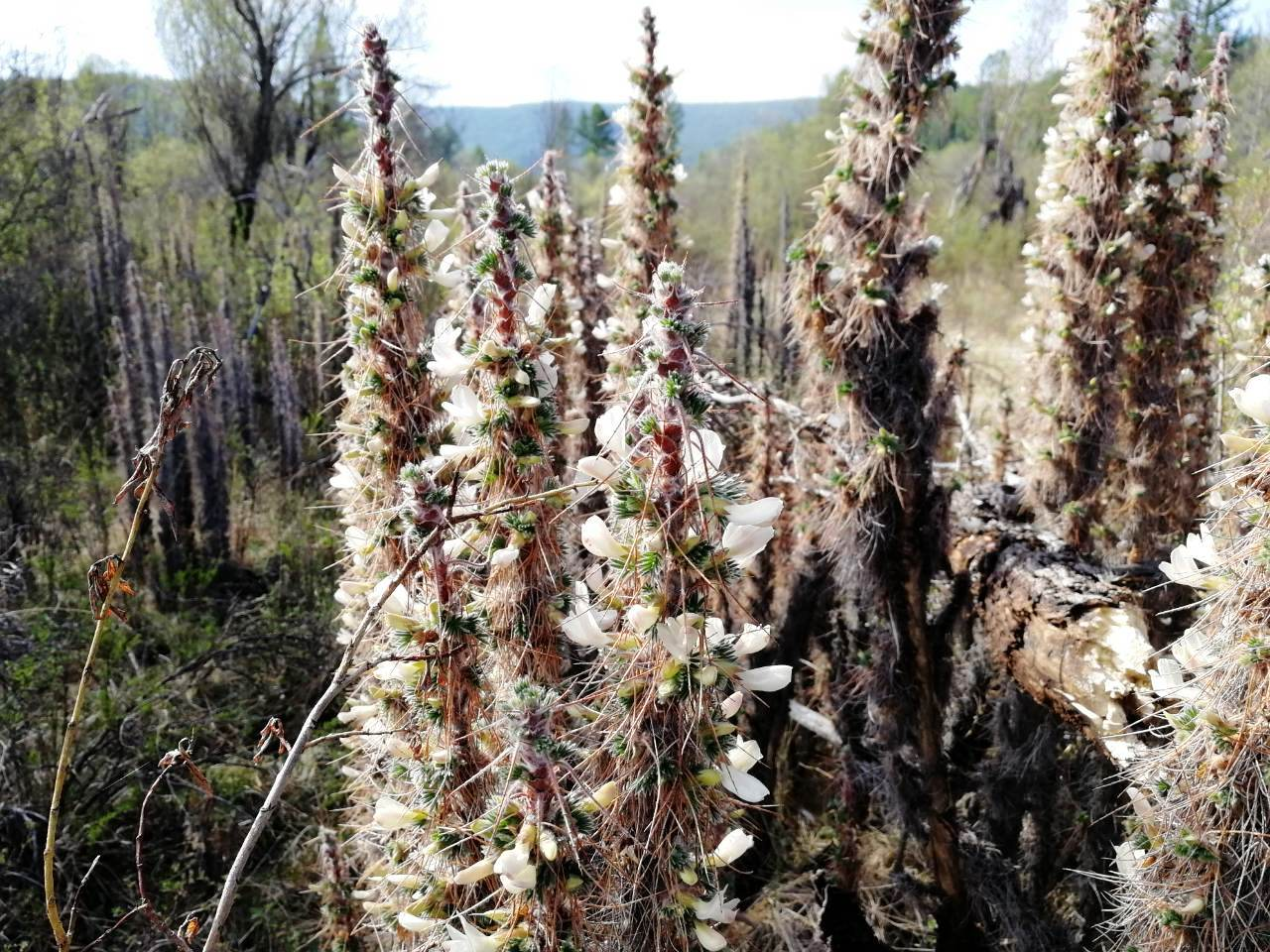
Floração caragana (cauda de camelo) no sul da Buriátia, Rússia

Caragana é um género botânico pertencente à família Fabaceae.